# 博佐洛
博佐洛（義大利語：Bozzolo），是意大利曼托瓦省的一个市镇。总面积18平方公里，人口4170人，人口密度231.7人/平方公里（2009年）。国家统计（ISTAT）代码为020007。